# Afrotyphlops manni
Espèce
Synonymes
- Typhlops manni Loveridge, 1941
- Letheobia manni (Loveridge, 1941)

Statut de conservation UICN

 DD  : Données insuffisantes
Afrotyphlops manni est une espèce de serpents de la famille des Typhlopidae. 

## Répartition
Cette espèce se rencontre au Liberia et en Guinée.

## Description
L'holotype d'Afrotyphlops manni, une femelle, mesure 343 mm dont 5 mm pour la queue et dont le diamètre au milieu du corps est de 8,5 mm. Cette espèce a le dos gris argenté, chaque écaille présentant une tache transversale brune. Sa face ventrale est gris jaunâtre avec quelques fines taches noires.

## Étymologie
Cette espèce est nommée en l'honneur du chef de l'expédition Smithsonian-Firestone, William M. Mann (1886-1960).

## Publication originale
- Loveridge, 1941 : Report on the Smithsonian-Firestone Expeditions collection of reptiles and amphibians from Liberia. Proceedings of the United States National Museum, vol. 91, p. 113-139 (texte intégral).